# Парфенов Петро Павлович
Петро Павлович Парфенов (1901, слобода Пушкарна Бєлгородського повіту Курської губернії, тепер Бєлгородської області, Російська Федерація — 1973, Москва) — радянський господарський діяч, директор Харківського і Алтайського тракторного заводів. Кандидат у члени ЦК КП(б)У в травні 1940 — січні 1949 р. Депутат Верховної Ради СРСР 2-го скликання.

## Біографія
Народився у родині залізничника. Закінчив міське училище та єдину трудову школу (колишню евакуйовану Слуцьку гімназію) у місті Бєлгороді. У 1920—1923 роках — студент Харківського технологічного інституту.
Трудову діяльність розпочав у 1923 році техніком-креслярем на Харківському паровозобудівному заводі (ХПЗ). Працював техніком-конструктором і конструктором ХПЗ.
У 1925—1926 роках — у Червоній армії: командир взводу зв'язку.
У 1926—1930 роках — механік, заступник начальника ковальського цеху Харківського паровозобудівного заводу (ХПЗ) імені Комінтерну. У 1930—1937 роках — начальник ковальського відділу (цеху) ХПЗ імені Комінтерну.
Член ВКП(б) з 1931 року.
У 1937—1938 роках — заступник директора, головний інженер ХПЗ імені Комінтерну.
У березні 1938 — жовтні 1939 року — директор Харківського паровозобудівного заводу (ХПЗ) імені Комінтерну.
З 23 жовтня 1939 по 1942 рік — директор Харківського тракторного заводу (ХТЗ) імені Серго Орджонікідзе. У 1941 році, під час німецько-радянської війни, займався евакуацією Харківського тракторного заводу в Алтайський край.
У січні 1942 — серпні 1946 року — перший директор Алтайського тракторного заводу (АТЗ) у місті Рубцовську Алтайського краю.
З 22 серпня 1946 року — заступник міністра сільськогосподарського машинобудування СРСР; заступник міністра автотракторної промисловості СРСР. Потім — завідувач сектору Державного комітету з праці і заробітної плати СРСР.

## Нагороди
- два ордени Леніна (1944, 1948)
- орден Трудового Червоного Прапора (26.03.1935)
- Сталінська премія ІІ ст. (1950)
- ордени
- медалі